# 토코트리에놀

토코트리에놀의 일반 화학 구조. 알파(α)-토코트리에놀: R1 = Me(메틸기), R2 = Me, R3 = Me; 베타(β)-토코트리에놀: R1 = Me, R2 = H(수소), R3= Me; 감마(γ)-토코트리에놀: R1 = H, R2 = Me, R3= Me; 델타(δ)-토코트리에놀: R1 = H, R2 = H, R3= Me

비타민 E 계열은 4가지 토코트리에놀(tocotrienols) -알파(alpha), 베타(beta), 감마(gamma), 델타(delta)와 4가지 알파(alpha), 베타(beta), 감마(gamma), 델타(delta)-토코페롤(tocopherols)로 구성된다. 토코트리에놀과 토코페롤 사이의 중요한 화학적 구조적 차이점은 토코트리에놀에는 3개의 탄소-탄소 이중 결합(double bond)이 있는 불포화(saturated) 이소프레노이드(isoprenoid)  측쇄(side chains)와 토코페롤의 포화 측쇄(saturated side chains)가 있다는 것이다(그림 참조).

## 같이 보기
- 감마오리자놀